# Serrat del Puixot
El Serrat del Puixot és una serra situada al municipi de Navars a la comarca del Bages, amb una elevació màxima de 559 metres.